# Union Square (San Francisco)

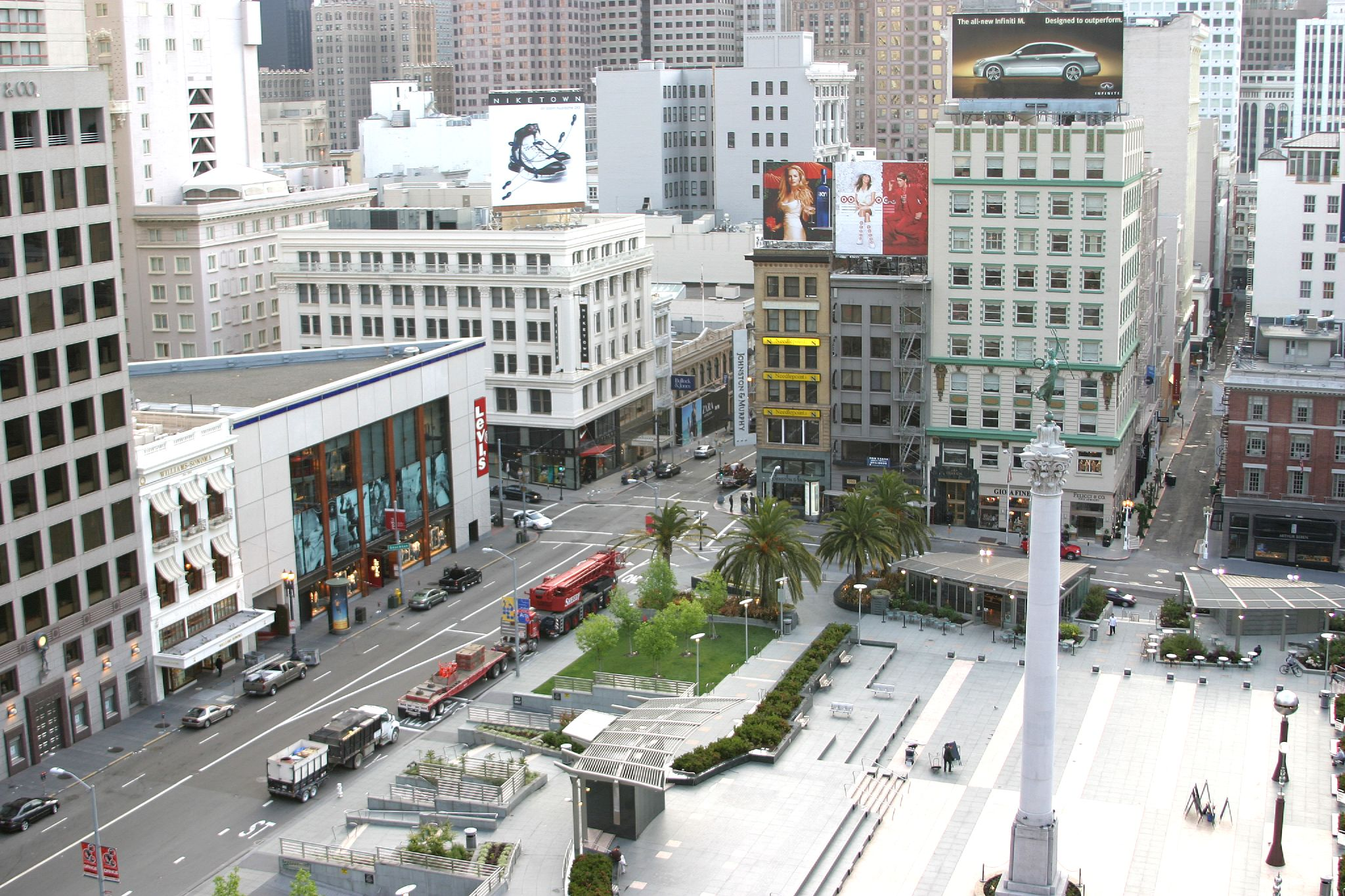
Uitzicht op Union Square en omgeving

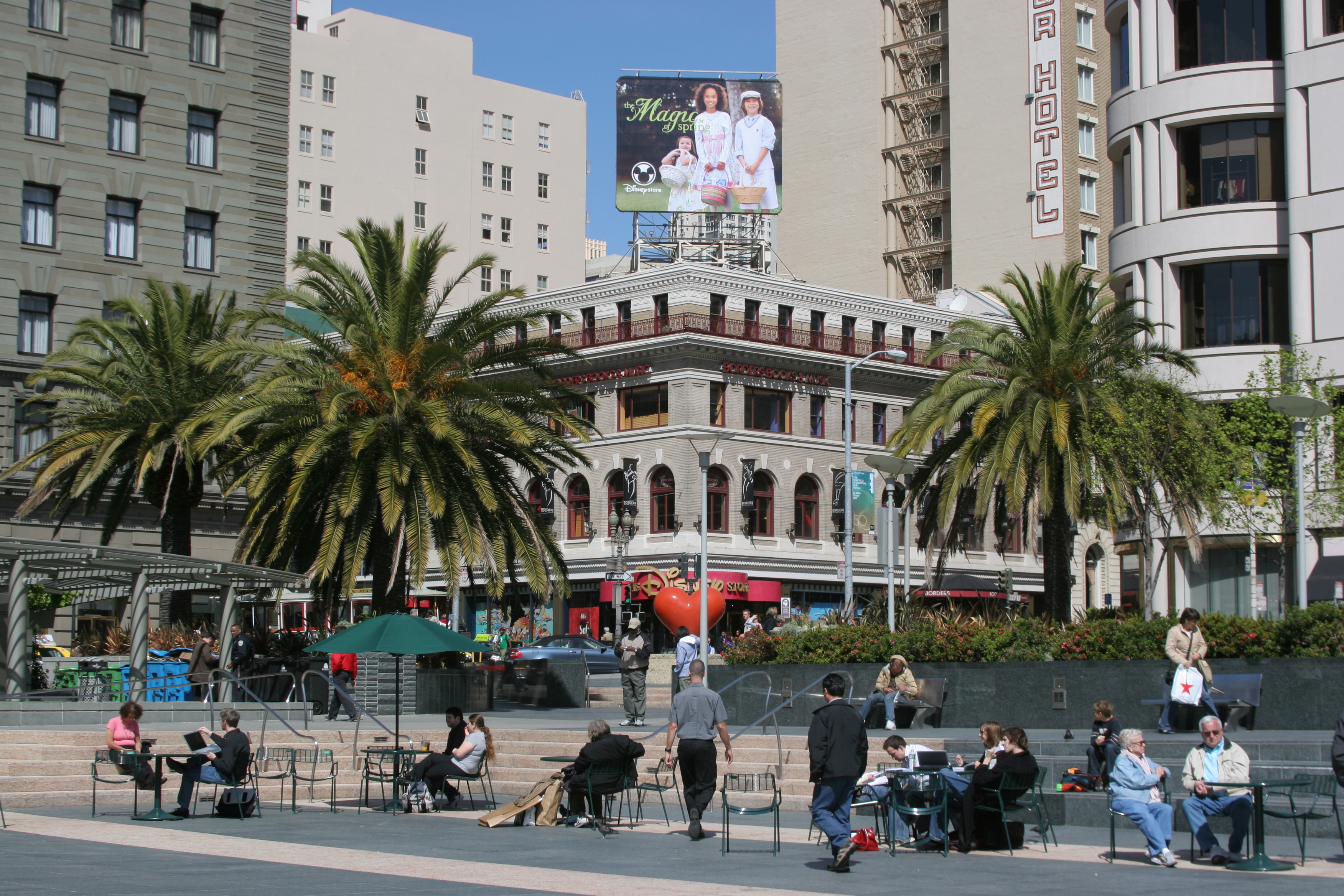
Union Square

Union Square is een centraal parkachtig plein met een oppervlakte van ongeveer 11.000 m² in de Amerikaanse stad San Francisco. De naam kan ook verwijzen naar de omringende winkel-, hotel- en theaterwijk in deze Californische stad. Aan het plein en in de straten in de omgeving bevinden zich grotere en kleinere winkels en souvenirshops, evenals kunstgalerieën, theaters en het St Francis Hotel.
Het plein werd aangelegd in 1850. De naam van het plein verwijst naar dat het plein tijdens de Amerikaanse Burgeroorlog de locatie was van betogingen voor de Union Army. In 1903 verrees op het plein een 30 meter hoog monument, gewijd aan de overwinning van de Amerikaanse admiraal George Dewey in de Slag in de Baai van Manilla tijdens de Spaans-Amerikaanse Oorlog. Na de zware aardbeving in 1906 werd Union Square het belangrijkste winkelgebied van de stad. Tussen 1939 en 1941 werd onder het plein 's werelds eerste ondergrondse parkeergarage aangelegd, ontworpen door Timothy Pflueger. In de tweede helft van de 20e eeuw raakte het plein verwaarloosd en werd het een overnachtingsplaats voor daklozen.
In 2002 werd na drie jaar plannen en 18 maanden bouwen een 'nieuw' Union Square geopend. Het plein vormt een cultureel en ceremonieel centrum en dient het onder meer als podium van verschillende openbare optredens en evenementen en als locatie van de jaarlijkse kerstboom.